# Wahlenbergia namaquana
Wahlenbergia namaquana är en klockväxtart som beskrevs av Otto Wilhelm Sonder. Wahlenbergia namaquana ingår i släktet Wahlenbergia och familjen klockväxter. Inga underarter finns listade i Catalogue of Life.